# شمال تريبورة
شمال تريبورة رمزها «NT» (بالإنجليزية: North  Tripura)‏ ، هو تقسيم إداري لدولة الهند تتبع ولاية تريبورة (بالإنجليزية: Tripura)‏ ، مركزها هو مدينة كيلاسهار (بالإنجليزية: Kailasahar)‏ عدد سكانها حسب تعداد سنة 2001 هو 590,655 ، مساحتها 2,821 كم² وكثافة السكان 209 لكل كم² .